# Omar Al Soma
Omar Jehad Al Soma (en árabe: عُمَر جِهَاد السُّومَة‎; Deir ez-Zor, 28 de marzo de 1989) es un futbolista sirio que juega para el Wydad Casablanca de la Liga de Fútbol de Marruecos.
En julio de 2012 participó en tres amistosos con el Nottingham Forest F. C., anotando una vez en uno de ellos. Impresionó lo suficiente al director técnico Sean O'Driscoll como para que el club lo fichara de forma permanente, pero se le negó un permiso de trabajo y el club no fue capaz de firmarlo.

## Carrera

### Al-Ahli
En julio de 2014, Omar Al Soma se unió a Al-Ahli en un contrato de tres años. El 11 de agosto de 2014, poco después, su entrenador Christian Gross lo hizo debutar en la victoria 1-0 ante el Al Hazm en la Copa de la Corona del Príncipe. El 16 de agosto de 2014, marcó su primer gol y hattrick en Liga Profesional Saudí ante el Hajer Club, el partido terminó con un resultado de 6-1. Actualmente, ha marcado 29 goles (22 goles en liga, 3 goles en la Copa Príncipe de la Corona y 4 goles en Liga de Campeones AFC).
El 13 de febrero de 2015, Omar anotó el primer gol para el Al-Ahli en la final de la Copa de la Corona del Príncipe contra el Al-Hilal y ganó el título. Era su gol número 18 en una temporada en 17 partidos.
El 17 de febrero de 2015, Soma ayudó a Al-Ahli a clasificar en la fase de grupos de la Liga de Campeones de la AFC 2015 al anotar el primer gol en un tiro penal contra su antiguo club, el Al-Qadsia.

## Estilo de juego
Omar Al Soma juega en la posición de delantero, más a menudo jugando como centro-delantero, y es conocido por su finalización y capacidad de tiro libre. Él es también un especialista en tiro libre preciso y es famoso por sus tiros libres flexibles. Excepcionalmente, su estatura, fuerza, capacidad de salto y técnica le ha dado una ventaja para ganar desafíos aéreos, ya que muchos de sus objetivos a menudo son encabezados, también es capaz de manejar ambos pies.

## Carrera internacional
Jugó para la selección sub-19 del equipo nacional de Siria en el Campeonato Sub19 de la AFC 2008 en Arabia Saudita. Él fue parte de la selección siria sub-23 de los Juegos Mediterráneos de 2009 en Italia y en las eliminatorias de fútbol de Asia para los Juegos Olímpicos 2012.

## Partidos internacionales
Debutó con la selección de fútbol de Siria en los últimos dos juegos de las eliminatorias al mundial de Rusia 2018.
Su debut fue en el Siria 3-1 Qatar, después hizo su primer gol en el minuto 93 del Irán 2-2 Siria, donde con un empate avanzaban al repechaje asiático, donde la selección de Irán llevaba casi dos años sin recibir gol, y él colaboró en el primero enviándola al travesaño y llegando un compañero a rematar, y con eso calificando a la siguiente ronda.
En el Siria vs Australia, esperando al cuarto lugar de la hexagonal final de la Concacaf rumbo a Rusia 2018, en el partido de ida quedaron 1-1 con un gol de penalti en el minuto 85 de Omar Al Soma.
En el partido de vuelta Omar Al Soma abrió el marcador al minuto 6 aunque más tarde selección de Australia dio la vuelta al marcador y clasificando al repechaje intercontinental y calificando al Mundial.
En un amistoso vs la selección de fútbol de Catar, Omar Al Soma marcó el primer gol del partido que finalizó 2 a 2.

## Goles internacionales
Ha anotado 23 goles en los 58 partidos que ha jugado.
| #  | Fecha                    | Sitio                                                                | Oponente        | Gol | Resultado | Competición                                 |
| -- | ------------------------ | -------------------------------------------------------------------- | --------------- | --- | --------- | ------------------------------------------- |
| 1  | 5 de septiembre de 2017  | Estadio Azadi, Teherán, Irán                                         | Irán            | 2–2 | 2–2       | Clasificación para la Copa Mundial de 2018  |
| 2  | 5 de octubre de 2017     | Estadio Hang Jebat, Krubong, Malasia                                 | Australia       | 1–1 | 1–1       | Clasificación para la Copa Mundial de 2018  |
| 3  | 10 de octubre de 2017    | Stadium Australia, Sídney, Australia                                 | Australia       | 1–0 | 1–2       | Clasificación para la Copa Mundial de 2018  |
| 4  | 24 de marzo de 2018      | Estadio Internacional de Basora, Basora, Irak                        | Catar           | 1–0 | 2–2       | Campeonato Internacional de la Amistad 2018 |
| 5  | 6 de septiembre de 2018  | Estadio Bunyodkor, Taskent, Uzbekistán                               | Uzbekistán      | 1–1 | 1–1       | Amistoso                                    |
| 6  | 10 de septiembre de 2018 | Estadio Spartak, Biskek, Kirguistán                                  | Kirguistán      | 1–1 | 1–2       | Amistoso                                    |
| 7  | 11 de octubre de 2018    | Estadio Nacional de Baréin, Riffa, Baréin                            | Baréin          | 1–0 | 1–0       | Amistoso                                    |
| 8  | 15 de enero de 2019      | Estadio Khalifa bin Zayed, Al Ain, Emiratos Árabes Unidos            | Australia       | 2–2 | 2–3       | Copa Asiática 2019                          |
| 9  | 5 de septiembre de 2019  | Estadio Panaad, Bacolod, Filipinas                                   | Filipinas       | 1–1 | 5–2       | Clasificación para la Copa Mundial de 2022  |
| 10 | 5 de septiembre de 2019  | Estadio Panaad, Bacolod, Filipinas                                   | Filipinas       | 4–1 | 5–2       | Clasificación para la Copa Mundial de 2022  |
| 11 | 10 de octubre de 2019    | Estadio Al-Rashid, Dubái, Emiratos Árabes Unidos                     | Maldivas        | 1–0 | 2–1       | Clasificación para la Copa Mundial de 2022  |
| 12 | 10 de octubre de 2019    | Estadio Al-Rashid, Dubái, Emiratos Árabes Unidos                     | Maldivas        | 2–0 | 2–1       | Clasificación para la Copa Mundial de 2022  |
| 13 | 15 de octubre de 2019    | Estadio Al-Rashid, Dubái, Emiratos Árabes Unidos                     | Guam            | 1–0 | 4–0       | Clasificación para la Copa Mundial de 2022  |
| 14 | 15 de octubre de 2019    | Estadio Al-Rashid, Dubái, Emiratos Árabes Unidos                     | Guam            | 2–0 | 4–0       | Clasificación para la Copa Mundial de 2022  |
| 15 | 15 de octubre de 2019    | Estadio Al-Rashid, Dubái, Emiratos Árabes Unidos                     | Guam            | 3–0 | 4–0       | Clasificación para la Copa Mundial de 2022  |
| 16 | 12 de octubre de 2021    | Estadio Rey Abdullah II, Amán, Jordania                              | Líbano          | 2–3 | 2–3       | Clasificación para la Copa Mundial de 2022  |
| 17 | 11 de noviembre de 2021  | Estadio Thani bin Jassim, Doha, Catar                                | Irak            | 1–0 | 1–1       | Clasificación para la Copa Mundial de 2022  |
| 18 | 1 de junio de 2022       | Estadio Al-Rashid, Dubái, Emiratos Árabes Unidos                     | Tayikistán      | 1–0 | 1–0       | Amistoso                                    |
| 19 | 25 de marzo de 2023      | Estadio Maktoum bin Rashid Al Maktoum, Dubái, Emiratos Árabes Unidos | Tailandia       | 1–0 | 3–1       | Amistoso                                    |
| 20 | 17 de octubre de 2023    | Estadio Municipal de Dubái, Dubái, Emiratos Árabes Unidos            | Kuwait          | 1–0 | 1–2       | Amistoso                                    |
| 21 | 16 de noviembre de 2023  | Estadio Príncipe Abdullah al-Faisal, Yeda, Arabia Saudita            | Corea del Norte | 1–0 | 1–0       | Clasificación para la Copa Mundial de 2026  |
| 22 | 25 de marzo de 2025      | Estadio Príncipe Abdullah bin Jalawi, Hofuf, Arabia Saudita          | Pakistán        | 2–0 | 2–0       | Clasificación para la Copa Asiática 2027    |
| 23 | 10 de junio de 2025      | Estadio Príncipe Abdullah bin Jalawi, Hofuf, Arabia Saudita          | Afganistán      | 1–0 | 1–0       | Clasificación para la Copa Asiática 2027    |

## Palmarés

### Como jugador

#### Torneos nacionales
| Título                               | Equipo          | País           | Año     |
| ------------------------------------ | --------------- | -------------- | ------- |
| Segunda División                     | Al-Fotuwa S. C. | Siria          | 2009-10 |
| Copa del Emir de Kuwait              | Qadsia S. C.    | Kuwait         | 2011-12 |
| Liga Premier de Kuwait               | Qadsia S. C.    | Kuwait         | 2011-12 |
| Copa del Emir de Kuwait              | Qadsia S. C.    | Kuwait         | 2012-13 |
| Copa de la Corona de Kuwait          | Qadsia S. C.    | Kuwait         | 2012-13 |
| Copa Federación de Kuwait            | Qadsia S. C.    | Kuwait         | 2012-13 |
| Supercopa de Kuwait                  | Qadsia S. C.    | Kuwait         | 2013    |
| Liga Premier de Kuwait               | Qadsia S. C.    | Kuwait         | 2013-14 |
| Copa de la Corona de Kuwait          | Qadsia S. C.    | Kuwait         | 2013-14 |
| Supercopa de Kuwait                  | Qadsia S. C.    | Kuwait         | 2014    |
| Copa del Príncipe de la Corona Saudí | Al-Ahli F. C.   | Arabia Saudita | 2014-15 |
| Liga Profesional Saudí               | Al-Ahli F. C.   | Arabia Saudita | 2015-16 |
| Copa del Rey de Campeones            | Al-Ahli F. C.   | Arabia Saudita | 2015-16 |
| Supercopa de Arabia Saudita          | Al-Ahli F. C.   | Arabia Saudita | 2015-16 |

#### Torneos internacionales
| Título                | Club (*)           | Sede   | Año  |
| --------------------- | ------------------ | ------ | ---- |
| Campeonato de la WAFF | Selección de Siria | Kuwait | 2012 |
| Copa AFC              | Qadsia S. C.       | Dubái  | 2014 |

(*) Incluyendo la selección

### Distinciones individuales
- Máximo goleador de la Liga Premier de Siria sub-18: 2007-08 (29 goles)
- Jugador del mes en Kuwaiti Al-Qadisiyah Club (1): diciembre de 2013
- La estrella de la décima jornada de la Liga de Kuwait: 2013
- Jugador de la temporada en Kuwaiti Al-Qadisiyah Club (1): 2014
- Máximo goleador de la Liga Premier de Kuwait: 2013-14 (23 goles)
- Jugador del mes de la liga saudita (3): octubre de 2014, octubre de 2015, noviembre de 2020
- Máximo goleador de la Liga Profesional Saudí: Liga Profesional Saudí 2014-15 (22 goles)[8]
- Jugador de la temporada de Al-Ahli (2): 2014-15, 2015-16
- Bota de bronce de la Liga de Campeones de la AFC: 2015
- Máximo goleador de la Liga Profesional Saudí: 2015-16 (27 goles)
- Jugador de la temporada en la Liga Saudí (1): 2016
- Sexto máximo goleador del mundo 2016.
- Mejor goleador asiático del mundo 2016.
- Máximo goleador de la Copa Custodio de las Dos Sagradas Mezquitas: 2015/16
- Mejor delantero profesional del Golfo: 2016
- Máximo goleador árabe 2016 como el jugador con más registros en las ligas árabes.
- Máximo goleador de la Copa Príncipe Heredero: 2016/17
- Máximo goleador de la Liga Profesional Saudí]]: 2016-17 (24 goles)
- El mejor delantero de la Liga Saudí: 2017/18
- El premio al mejor jugador árabe del año 2018 de (revista Riyadh.com).
- Bota de Plata en la Liga Saudí: 2018
- El mejor gol de la temporada en la Liga Saudí: 2019
- Mejor delantero de la fase de grupos de la AFC Champions League: 2019
- Equipo del año de la Liga de Campeones de la AFC: 2019.
- Premio al Jugador Sirio del Año 2019.
- Premio al mejor profesional sirio del año 2020.
- La Bota de Bronce en la Liga Saudí: 2020.
- Máximo goleador de la década en la Liga Saudí 2010-2019.
- La alineación de la década en Asia de la Federación Internacional de Historia y Estadística 2010-2019.